# Forward Racing
Pour les articles homonymes, voir Forward.
Forward Racing est une équipe de course de motos qui participe au championnat du monde de Moto2, au championnat du monde MotoE et au WorldWCR.

## Histoire
L'équipe a commencé à concourir dans la catégorie MotoGP sous le nom de Hayate Racing Team, une version réduite de l'équipe d'usine Kawasaki qui s'est retirée du MotoGP pour le championnat 2009 en raison de la grande récession. L'équipe tire son nom du mot japonais Hayate, qui signifie ouragan. L'équipe disposait d'une moto Kawasaki ZX-RR pilotée par Marco Melandri.
Kawasaki a cessé de développer de nouvelles pièces pour la moto en mars 2009, ce qui signifie que l'implication de Kawasaki s'est limitée à l'entretien et à la maintenance de la moto pour le reste de la saison 2009. Malgré cela, Melandri a obtenu un résultat remarquable en se classant deuxième au Grand Prix de France au Mans en mai.
En 2010, ils ont participé à la nouvelle catégorie Moto2 sous le nom de Forward Racing, avec Jules Cluzel et Claudio Corti sur des motos Suter. Cluzel a remporté le Grand Prix de Grande-Bretagne et a terminé 7e au championnat. Corti a fait la pole position pour la même course, mais son meilleur résultat a été une neuvième place à Misano. En 2011, l'équipe a couru avec Cluzel et Alex Baldolini, remplacé plus tard par Raffaele De Rosa. Le meilleur résultat est une quatrième place obtenue par Cluzel au Grand Prix de Grande-Bretagne.
L'équipe est revenue en MotoGP en 2012 en tant que Claiming Rule Teams et a engagé Colin Edwards, sur un chassis de Suter et un moteur BMW.
Pour le championnat de Moto2, Forward Racing signe Alex de Angelis et Yuki Takahashi,. L'équipe a commencé la saison avec des motos Suter, puis est passée à FTR après six manches ; avec le nouveau châssis, de Angelis a remporté le Grand Prix de Malaisie.
Pour 2013, Forward Racing a élargi son engagement en MotoGP à deux pilotes, en engageant Claudio Corti et Colin Edwards sur les nouvelles motos FTR-Kawasaki. L'équipe Moto2 a été élargie à quatre pilotes avec Simone Corsi, Mattia Pasini, Alex de Angelis et Ricard Cardús sur des motos Speed Up.
En 2014, l'équipe s'est à nouveau engagée dans la catégorie MotoGP avec deux motos pour Colin Edwards et Aleix Espargaró. Profitant de la nouvelle catégorie Open, Forward Racing avait l'intention d'utiliser des moteurs YZR-M1 loués par Yamaha avec des cadres FTR, mais l'équipe a commencé la saison avec un ensemble complet moteur-châssis-bras oscillant Yamaha YZR-M1, avec d'autres pièces fournies par FTR. Lors de l'épreuve du Mugello, Edwards a présenté le nouveau cadre Forward construit par Harris Performance. Espargaró, qui est resté avec le châssis Yamaha, a réalisé une pole position à Assen et a terminé sur le podium à Aragon avec la deuxième place. Il termine le championnat à la septième position derrière son petit frère.
En Moto2, Forward Racing est revenu à une équipe de deux pilotes, conservant Pasini et Corsi. L'équipe a débuté la saison avec des cadres Kalex aux spécifications 2013, modifiés en interne et rebaptisés Forward KLX.A partir de la cinquième manche, l'équipe change pour passer aux motos Kalex officiels. Au guidon du nouveau cadre, Corsi est monté deux fois sur le podium, mais une chute à Silverstone a mis fin à sa saison. Il a alors été remplacé par Florian Marino, pilote du championnat du monde de Supersport.
Pour la saison 2015, Forward Racing a renouvelé son partenariat avec Yamaha, prévoyant de faire rouler deux motos avec des ensembles moteur-châssis-bras oscillant YZR-M1 et abandonnant le projet de châssis maison. Les nouveaux pilotes sont l'allemand Stefan Bradl et le francais Loris Baz. Forward a également renouvelé son engagement dans la catégorie Moto2 en alignant deux Kalex pour Simone Corsi, de retour de blessure, et son nouveau coéquipier Lorenzo Baldassarri.
Peu après le tour d'Allemagne, de petits problèmes affligent l'équipe qui annonce alors qu'elle a libéré Stefan Bradl de son contrat à sa demande. L'équipe a repris la piste à Brno dans les catégories MotoGP et Moto2, Bradl étant remplacé par Claudio Corti aux côtés de Baz, Corsi et Baldassarri.
En 2016, l'équipe a quitté le MotoGP, mais est restée dans la catégorie Moto2. Le 11 septembre 2016, lors du Grand Prix de Saint-Marin, Lorenzo Baldassarri a remporté sa première victoire, la troisième de l'histoire de l'équipe en Championnat du monde. En 2017, l'équipe a continué en Moto2, avec la même paire de pilotes que la saison précédente. En 2018, l'équipe a utilisé des motos Suter confiées à l'Italien Stefano Manzi et au Brésilien Eric Granado sans obtenir de résultats significatifs. En 2019, Forward a entamé une collaboration avec MV Agusta pour amener leur F2 sur la piste. Les pilotes étaient le suisse Dominique Aegerter et Manzi. La saison s'est terminée à la onzième place du championnat par équipe Moto2, obtenant leurs meilleures performances au Dutch TT et au Grand Prix de la Communauté valencienne.
En 2020, Forward poursuit sa collaboration avec MV Agusta. Les pilotes qui se sont vus confier la F2 sont Manzi et Simone Corsi. La saison se termine à la troisième place du classement par équipe. Tandis que Manzi obtient la première pole position de sa carrière dans la Communauté de Valence. Pour 2021, Lorenzo Baldassarri est engagé aux côtés de Corsi. La saison, au cours de laquelle les deux propriétaires sont contraints de manquer des courses et sont remplacés, se termine à la quatorzième place du classement par équipe avec une nouvelle pole, toujours à Valence par Corsi. En 2022, Corsi entame sa troisième année consécutive au sein de l'équipe, l'autre pilotes étant Marcos Ramírez. La saison s'avère inférieure aux attentes avec cinq points marqués par Ramírez. Après avoir participé à plus de 300 Grands Prix au cours de sa carrière, Corsi prend sa retraite.
En janvier 2023, la fin de la collaboration avec MV Agusta a été annoncée. L'équipe prévoyait à l'origine d'utiliser un prototype Kalex portant la marque Forward, mais a choisi de conserver le châssis MV Agusta et de le rebaptiser Forward. Les pilotes titulaires étaient Ramírez et Álex Escrig. Le premier point de la saison a été marqué lors du Grand Prix d'Inde avec le pilote remplaçant Sean Dylan Kelly. La saison s'est terminée à la troisième et dernière place du championnat des constructeurs avec seulement 4 points.
En 2024, l'écurie fait ses début en MotoE. Ils débutent aussi dans la saison inaugurale du WorldWCR. En Moto2, Escrig est rejoint par Xavier Artigas, qui fait ses débuts dans la catégorie. L'équipe a également abandonné la machine basée sur MV Agusta à partir de 2023 pour former son propre châssis, marquant ainsi le retour de l'équipe en tant que fabricant de châssis,. En MotoE, l'équipe a annoncé qu'Andrea Mantovani et María Herrera serait des pilotes officiels. Herrera a également été inscrit par l'équipe à la saison du WorldWCR. Championnat dans lequel elle termine deuxième au championnat.
Pour la saison 2025, l'équipe a annoncé qu'elle augmenterait sa participation au WorldWCR en 2025 en engageant deux motos et a signé avec Roberta Ponziani pour piloter la deuxième moto. Dans leur programme de Moto2, ils signent Jorge Navarro au coté de Álex Escrig. Ils consevent leurs duo de pilotes en MotoE.

## Résultats

### Par saison
| Saison | Catégorie | Nom officel                                              | Moto                          | No.              | Pilotes               | Courses | Vic. | Podiums | Poles | M/Tours | Points | Pos.  |
| ------ | --------- | -------------------------------------------------------- | ----------------------------- | ---------------- | --------------------- | ------- | ---- | ------- | ----- | ------- | ------ | ----- |
| 2009   | MotoGP    | Hayate Racing Team                                       | Kawasaki Ninja ZX-RR          | 33               | Marco Melandri        | 17      | 0    | 1       | 0     | 0       | 108    | 10th  |
| 2010   | Moto2     | Forward Racing                                           | Suter MMX                     | 16               | Jules Cluzel          | 17      | 1    | 2       | 0     | 1       | 106    | 7th   |
| 2010   | Moto2     | Forward Racing                                           | Suter MMX                     | 71               | Claudio Corti         | 17      | 0    | 0       | 1     | 0       | 20     | 25th  |
| 2010   | Moto2     | Forward Racing                                           | Suter MMX                     | 70               | Ferruccio Lamborghini | 1 (5)   | 0    | 0       | 0     | 0       | 0      | NC    |
| 2011   | Moto2     | NGM Forward Racing                                       | Suter MMXI                    | 16               | Jules Cluzel          | 17      | 0    | 0       | 0     | 0       | 41     | 21st  |
| 2011   | Moto2     | NGM Forward Racing                                       | Suter MMXI                    | 25               | Alex Baldolini        | 10 (14) | 0    | 0       | 0     | 0       | 18     | 27th  |
| 2011   | Moto2     | NGM Forward Racing                                       | Suter MMXI                    | 35               | Raffaele De Rosa      | 7 (13)  | 0    | 0       | 0     | 0       | 0      | NC    |
| 2012   | MotoGP    | NGM Mobile Forward Racing                                | BMW-Suter MMX1                | 5                | Colin Edwards         | 17      | 0    | 0       | 0     | 0       | 27     | 20th  |
| 2012   | MotoGP    | NGM Mobile Forward Racing                                | BMW-Suter MMX1                | 7                | Chris Vermeulen       | 1       | 0    | 0       | 0     | 0       | 0      | NC    |
| 2012   | Moto2     | NGM Mobile Forward Racing                                | Suter MMX2 FTR Moto M212      | 15               | Alex de Angelis       | 16      | 1    | 2       | 0     | 1       | 86     | 10th  |
| 2012   | Moto2     | NGM Mobile Forward Racing                                | Suter MMX2 FTR Moto M212      | 72               | Yuki Takahashi        | 17      | 0    | 0       | 0     | 0       | 2      | 30th  |
| 2012   | Moto2     | NGM Mobile Forward Racing                                | FTR Moto M212                 | 54               | Mattia Pasini         | 1       | 0    | 0       | 0     | 0       | 0      | NC    |
| 2013   | MotoGP    | NGM Mobile Forward Racing                                | Kawasaki-FTR MGP13            | 5                | Colin Edwards         | 18      | 0    | 0       | 0     | 0       | 41     | 14th  |
| 2013   | MotoGP    | NGM Mobile Forward Racing                                | Kawasaki-FTR MGP13            | 71               | Claudio Corti         | 18      | 0    | 0       | 0     | 0       | 14     | 19th  |
| 2013   | Moto2     | NGM Mobile Racing                                        | Speed Up SF13                 | 3                | Simone Corsi          | 17      | 0    | 1       | 0     | 0       | 108    | 11th  |
| 2013   | Moto2     | NGM Mobile Racing                                        | Speed Up SF13                 | 54               | Mattia Pasini         | 17      | 0    | 0       | 0     | 0       | 58     | 15th  |
| 2013   | Moto2     | NGM Mobile Forward Racing                                | Speed Up SF13                 | 15               | Alex de Angelis       | 17      | 0    | 0       | 0     | 0       | 81     | 14th  |
| 2013   | Moto2     | NGM Mobile Forward Racing                                | Speed Up SF13                 | 88               | Ricard Cardús         | 17      | 0    | 0       | 0     | 0       | 9      | 23rd  |
| 2014   | MotoGP    | NGM Forward Racing                                       | Forward-Yamaha                | 5                | Colin Edwards         | 10      | 0    | 0       | 0     | 0       | 11     | 22nd  |
| 2014   | MotoGP    | NGM Forward Racing                                       | Forward-Yamaha                | 41               | Aleix Espargaró       | 18      | 0    | 1       | 1     | 0       | 126    | 7th   |
| 2014   | MotoGP    | NGM Forward Racing                                       | Forward-Yamaha                | 15               | Alex de Angelis       | 8       | 0    | 0       | 0     | 0       | 14     | 21st  |
| 2014   | Moto2     | NGM Forward Racing                                       | Forward KLX-Kalex Kalex Moto2 | 3                | Simone Corsi          | 12      | 0    | 2       | 0     | 0       | 100    | 7th   |
| 2014   | Moto2     | NGM Forward Racing                                       | Forward KLX-Kalex Kalex Moto2 | 54               | Mattia Pasini         | 18      | 0    | 0       | 0     | 0       | 35     | 21st  |
| 2014   | Moto2     | NGM Forward Racing                                       | Kalex Moto2                   | 20               | Florian Marino        | 6       | 0    | 0       | 0     | 0       | 0      | NC    |
| 2015   | MotoGP    | Athinà Forward Racing Forward Racing                     | Yamaha-Forward                | 6                | Stefan Bradl          | 8 (17)  | 0    | 0       | 0     | 0       | 9 (17) | 18th  |
| 2015   | MotoGP    | Athinà Forward Racing Forward Racing                     | Yamaha-Forward                | 76               | Loris Baz             | 17      | 0    | 0       | 0     | 0       | 28     | 17th  |
| 2015   | MotoGP    | Athinà Forward Racing Forward Racing                     | Yamaha-Forward                | 71               | Claudio Corti         | 4       | 0    | 0       | 0     | 0       | 0      | NC    |
| 2015   | MotoGP    | Athinà Forward Racing Forward Racing                     | Yamaha-Forward                | 24               | Toni Elías            | 5 (6)   | 0    | 0       | 0     | 0       | 2      | 27th  |
| 2015   | Moto2     | Athinà Forward Racing Forward Racing                     | Kalex Moto2                   | 3                | Simone Corsi          | 17      | 0    | 0       | 0     | 0       | 86     | 12th  |
| 2015   | Moto2     | Athinà Forward Racing Forward Racing                     | Kalex Moto2                   | 7                | Lorenzo Baldassarri   | 17      | 0    | 1       | 0     | 0       | 96     | 9th   |
| 2016   | Moto2     | Forward Team                                             | Kalex Moto2                   | 7                | Lorenzo Baldassarri   | 17      | 1    | 2       | 0     | 1       | 127    | 8th   |
| 2016   | Moto2     | Forward Team                                             | Kalex Moto2                   | 10               | Luca Marini           | 18      | 0    | 0       | 0     | 0       | 34     | 23rd  |
| 2017   | Moto2     | Forward Racing Team                                      | Kalex Moto2                   | 7                | Lorenzo Baldassarri   | 16      | 0    | 0       | 0     | 0       | 51     | 16th  |
| 2017   | Moto2     | Forward Racing Team                                      | Kalex Moto2                   | 10               | Luca Marini           | 16      | 0    | 0       | 0     | 0       | 59     | 15th  |
| 2017   | Moto2     | Forward Junior Team                                      | Kalex Moto2                   | 22               | Federico Fuligni      | 4 (6)   | 0    | 0       | 0     | 0       | 1      | 38th  |
| 2017   | Moto2     | Forward Junior Team                                      | Kalex Moto2                   | 22               | Federico Fuligni      | 1 (6)   | 0    | 0       | 0     | 0       | 0 (1)  | 38th  |
| 2018   | Moto2     | Forward Racing Team                                      | Suter MMX2                    | 51               | Eric Granado          | 10      | 0    | 0       | 0     | 0       | 0      | NC    |
| 2018   | Moto2     | Forward Racing Team                                      | Suter MMX2                    | 62               | Stefano Manzi         | 15      | 0    | 0       | 0     | 0       | 8      | 24th  |
| 2018   | Moto2     | Forward Racing Team                                      | Suter MMX2                    | 32               | Isaac Viñales         | 9 (17)  | 0    | 0       | 0     | 0       | 0 (7)  | 26th  |
| 2018   | Moto2     | Forward Racing Team                                      | Suter MMX2                    | 50               | Rafid Topan Sucipto   | 1       | 0    | 0       | 0     | 0       | 0      | NC    |
| 2018   | Moto2     | Forward Racing Team                                      | Suter MMX2                    | 3                | Lukas Tulovic         | 1       | 0    | 0       | 0     | 0       | 0      | NC    |
| 2019   | Moto2     | MV Agusta Idealavoro Forward MV Agusta Temporary Forward | MV Agusta F2                  | 62               | Stefano Manzi         | 18      | 0    | 0       | 0     | 0       | 39     | 19th  |
| 2019   | Moto2     | MV Agusta Idealavoro Forward MV Agusta Temporary Forward | MV Agusta F2                  | 77               | Dominique Aegerter    | 19      | 0    | 0       | 0     | 0       | 19     | 22nd  |
| 2019   | Moto2     | MV Agusta Idealavoro Forward MV Agusta Temporary Forward | MV Agusta F2                  | 6                | Gabriele Ruiu         | 1 (2)   | 0    | 0       | 0     | 0       | 0      | NC    |
| 2020   | Moto2     | MV Agusta Forward Racing                                 | MV Agusta F2                  | 24               | Simone Corsi          | 14      | 0    | 0       | 0     | 0       | 15     | 24th  |
| 2020   | Moto2     | MV Agusta Forward Racing                                 | MV Agusta F2                  | 62               | Stefano Manzi         | 15      | 0    | 0       | 1     | 0       | 21     | 22nd  |
| 2021   | Moto2     | MV Agusta Forward Racing                                 | MV Agusta F2                  | 7                | Lorenzo Baldassarri   | 14      | 0    | 0       | 0     | 0       | 3      | 31st  |
| 2021   | Moto2     | MV Agusta Forward Racing                                 | MV Agusta F2                  | 24               | Simone Corsi          | 14      | 0    | 0       | 1     | 0       | 16     | 24th  |
| 2021   | Moto2     | MV Agusta Forward Racing                                 | MV Agusta F2                  | 10               | Tommaso Marcon        | 1 (5)   | 0    | 0       | 0     | 0       | 0      | 35th  |
| 2021   | Moto2     | MV Agusta Forward Racing                                 | MV Agusta F2                  | 10               | Tommaso Marcon        | 3 (5)   | 0    | 0       | 0     | 0       | 0      | 35th  |
| 2021   | Moto2     | MV Agusta Forward Racing                                 | MV Agusta F2                  | 77               | Miquel Pons           | 1       | 0    | 0       | 0     | 0       | 0      | 36th  |
| 2021   | Moto2     | MV Agusta Forward Racing                                 | MV Agusta F2                  | 18               | Manuel González       | 2       | 0    | 0       | 0     | 0       | 0      | 33rd  |
| 2022   | Moto2     | MV Agusta Forward Racing                                 | MV Agusta F2                  | 24               | Simone Corsi          | 19      | 0    | 0       | 0     | 0       | 0      | 35th  |
| 2022   | Moto2     | MV Agusta Forward Racing                                 | MV Agusta F2                  | 42               | Marcos Ramírez        | 20      | 0    | 0       | 0     | 0       | 5      | 30th  |
| 2022   | Moto2     | MV Agusta Forward Racing                                 | MV Agusta F2                  | 98               | David Sanchis         | 1       | 0    | 0       | 0     | 0       | 0      | NC    |
| 2022   | Moto2     | MV Agusta Forward Racing                                 | MV Agusta F2                  | 17               | Álex Escrig           | 1       | 0    | 0       | 0     | 0       | 0      | 38th  |
| 2023   | Moto2     | Forward Team                                             | Forward F2                    | 17               | Álex Escrig           | 9       | 0    | 0       | 0     | 0       | 3      | 27th  |
| 2023   | Moto2     | Forward Team                                             | Forward F2                    | 42               | Marcos Ramírez        | 8 (19)  | 0    | 0 (1)   | 0     | 0       | 0 (65) | 16th  |
| 2023   | Moto2     | Forward Team                                             | Forward F2                    | 67               | Alberto Surra         | 8       | 0    | 0       | 0     | 0       | 0      | 33rd  |
| 2023   | Moto2     | Forward Team                                             | Forward F2                    | 98               | David Sanchis         | 3       | 0    | 0       | 0     | 0       | 0      | 43rd  |
| 2023   | Moto2     | Forward Team                                             | Forward F2                    | 19               | Lorenzo Dalla Porta   | 2       | 0    | 0       | 0     | 0       | 0      | 35th  |
| 2023   | Moto2     | Forward Team                                             | Forward F2                    | 55               | Yeray Ruiz            | 2       | 0    | 0       | 0     | 0       | 0      | 42nd  |
| 2023   | Moto2     | Forward Team                                             | Forward F2                    | 4                | Sean Dylan Kelly      | 4 (14)  | 0    | 0       | 0     | 0       | 1      | 29th  |
| 2023   | Moto2     | Forward Team                                             | Forward F2                    | 4                | Sean Dylan Kelly      | 2 (14)  | 0    | 0       | 0     | 0       | 0      | 29th  |
| 2024   | Moto2     | Klint Forward Factory Team                               | Forward F2                    | 11               | Álex Escrig           | 18      | 0    | 0       | 0     | 0       | 0      | 33rd  |
| 2024   | Moto2     | Klint Forward Factory Team                               | Forward F2                    | 43               | Xavier Artigas        | 19      | 0    | 0       | 0     | 0       | 10     | 25th  |
| 2024   | Moto2     | Klint Forward Factory Team                               | Forward F2                    | 9                | Jorge Navarro         | 1 (9)   | 0    | 0 (1)   | 0     | 0       | 0 (27) | 23rd  |
| 2024   | Moto2     | Klint Forward Factory Team                               | Forward F2                    | 9                | Jorge Navarro         | 5 (9)   | 0    | 0 (1)   | 0     | 0       | 6 (27) | 23rd  |
| 2024   | Moto2     | Klint Forward Factory Team                               | Forward F2                    | 40               | Unai Orradre          | 1       | 0    | 0       | 0     | 0       | 0      | 41st  |
| 2024   | MotoE     | Klint Forward Factory Team                               | Ducati V21L                   | 6                | María Herrera         | 16      | 0    | 0       | 0     | 0       | 43     | 16th  |
| 2024   | MotoE     | Klint Forward Factory Team                               | Ducati V21L                   | 9                | Andrea Mantovani      | 16      | 0    | 0       | 0     | 0       | 113    | 9th   |
| 2024   | WorldWCR  | Klint Forward Factory Team                               | Yamaha YZF-R7                 | 6                | María Herrera         | 12      | 6    | 9       | 3     | 1       | 215    | 2nd   |
| 2025   | Moto2     | Klint Forward Factory Team                               | Forward F2                    | 9                | Jorge Navarro         | 6       | 0    | 0       | 0     | 0       | 0*     | 29th* |
| 2025   | Moto2     | Klint Forward Factory Team                               | Forward F2                    | 11               | Álex Escrig           | 4       | 0    | 0       | 0     | 0       | 10*    | 20th* |
| 2025   | Moto2     | Klint Forward Factory Team                               | Forward F2                    | 17               | Daniel Muñoz          | 1       | 0    | 0       | 0     | 0       | 0*     | 30th* |
| 2025   | MotoE     | Klint Forward Factory Team                               | Ducati V21L                   | 6                | María Herrera         | 2       | 0    | 0       | 0     | 0       | 21*    | 6th*  |
| 2025   | MotoE     | Klint Forward Factory Team                               | Ducati V21L                   | 9                | Andrea Mantovani      | 2       | 0    | 1       | 0     | 1       | 29*    | 3rd*  |
| 2025   | WorldWCR  | Klint Forward Factory Team                               | Yamaha YZF-R7                 | 6                | María Herrera         | 2       | 1    | 2       | 1     | 0       | 45*    | 2nd*  |
| 2025   | WorldWCR  | Klint Forward Factory Team                               | 96                            | Roberta Ponziani | 2                     | 0       | 0    | 0       | 0     | 24*     | 4th*   |       |

### Par Catégories

#### MotoGP
| Saison | Pilotes         | Courses | Vic. | Podiums | Poles | M/Tours | Points | Pos. | C.C |
| ------ | --------------- | ------- | ---- | ------- | ----- | ------- | ------ | ---- | --- |
| 2009   | Marco Melandri  | 17      | 0    | 1       | 0     | 0       | 108    | 10e  | 7e  |
| 2012   | Colin Edwards   | 17      | 0    | 0       | 0     | 0       | 27     | 20e  | 13e |
| 2012   | Chris Vermeulen | 1       | 0    | 0       | 0     | 0       | 0      | NC   | 13e |
| 2013   | Colin Edwards   | 18      | 0    | 0       | 0     | 0       | 41     | 14e  |     |
| 2013   | Claudio Corti   | 18      | 0    | 0       | 0     | 0       | 14     | 19e  |     |
| 2014   | Colin Edwards   | 10      | 0    | 0       | 0     | 0       | 11     | 22e  |     |
| 2014   | Aleix Espargaró | 18      | 0    | 1       | 1     | 0       | 126    | 7e   |     |
| 2014   | Alex de Angelis | 8       | 0    | 0       | 0     | 0       | 14     | 21e  |     |
| 2015   | Stefan Bradl    | 8 (17)  | 0    | 0       | 0     | 0       | 9 (17) | 18e  |     |
| 2015   | Loris Baz       | 17      | 0    | 0       | 0     | 0       | 28     | 17e  |     |
| 2015   | Claudio Corti   | 4       | 0    | 0       | 0     | 0       | 0      | NC   |     |
| 2015   | Toni Elías      | 5 (6)   | 0    | 0       | 0     | 0       | 2      | 27e  |     |

#### Moto2
| Saison | Pilotes               | Courses | Vic. | Podiums | Poles | M/Tours | Points | Pos. | C.C |
| ------ | --------------------- | ------- | ---- | ------- | ----- | ------- | ------ | ---- | --- |
| 2010   | Jules Cluzel          | 17      | 1    | 2       | 0     | 1       | 106    | 7e   |     |
| 2010   | Claudio Corti         | 17      | 0    | 0       | 1     | 0       | 20     | 25e  |     |
| 2010   | Ferruccio Lamborghini | 1 (5)   | 0    | 0       | 0     | 0       | 0      | NC   |     |
| 2011   | Jules Cluzel          | 17      | 0    | 0       | 0     | 0       | 41     | 21e  |     |
| 2011   | Alex Baldolini        | 10 (14) | 0    | 0       | 0     | 0       | 18     | 27e  |     |
| 2011   | Raffaele De Rosa      | 7 (13)  | 0    | 0       | 0     | 0       | 0      | NC   |     |
| 2012   |                       |         |      |         |       |         |        |      |     |
| 2013   |                       |         |      |         |       |         |        |      |     |
| 2014   | Simone Corsi          | 12      | 0    | 2       | 0     | 0       | 100    | 7e   |     |
| 2014   | Mattia Pasini         | 18      | 0    | 0       | 0     | 0       | 35     | 21e  |     |
| 2014   | Florian Marino        | 6       | 0    | 0       | 0     | 0       | 0      | NC   |     |
| 2015   |                       |         |      |         |       |         |        |      |     |
| 2016   | Lorenzo Baldassarri   | 17      | 1    | 2       | 0     | 1       | 127    | 8e   |     |
| 2016   | Luca Marini           | 18      | 0    | 0       | 0     | 0       | 34     | 23e  |     |
| 2017   |                       |         |      |         |       |         |        |      |     |
| 2018   |                       |         |      |         |       |         |        |      |     |
| 2019   |                       |         |      |         |       |         |        |      |     |
| 2020   | Simone Corsi          | 14      | 0    | 0       | 0     | 0       | 15     | 24e  |     |
| 2020   | Stefano Manzi         | 15      | 0    | 0       | 1     | 0       | 21     | 22e  |     |
| 2021   |                       |         |      |         |       |         |        |      |     |
| 2022   | Simone Corsi          | 19      | 0    | 0       | 0     | 0       | 0      | 35e  |     |
| 2022   | Marcos Ramírez        | 20      | 0    | 0       | 0     | 0       | 5      | 30e  |     |
| 2022   | David Sanchis         | 1       | 0    | 0       | 0     | 0       | 0      | NC   |     |
| 2022   | Álex Escrig           | 1       | 0    | 0       | 0     | 0       | 0      | 38e  |     |
| 2023   |                       |         |      |         |       |         |        |      |     |
| 2024   | Álex Escrig           | 18      | 0    | 0       | 0     | 0       | 0      | 33e  | 15e |
| 2024   | Xavier Artigas        | 19      | 0    | 0       | 0     | 0       | 10     | 25e  | 15e |
| 2024   | Jorge Navarro         | 1 (9)   | 0    | 0 (1)   | 0     | 0       | 0 (27) | 23e  | 15e |
| 2024   | Jorge Navarro         | 5 (9)   | 0    | 0 (1)   | 0     | 0       | 6 (27) | 23e  | 15e |
| 2024   | Unai Orradre          | 1       | 0    | 0       | 0     | 0       | 0      | 41e  | 15e |
| 2025   | Jorge Navarro         | 6       | 0    | 0       | 0     | 0       | 0*     | 29e* |     |
| 2025   | Álex Escrig           | 4       | 0    | 0       | 0     | 0       | 10*    | 20e* |     |
| 2025   | Daniel Muñoz          | 1       | 0    | 0       | 0     | 0       | 0*     | 30e* |     |

#### MotoE
| Saison | Pilotes          | Courses | Vic. | Podiums | Poles | M/Tours | Points | Pos. | C.C |
| ------ | ---------------- | ------- | ---- | ------- | ----- | ------- | ------ | ---- | --- |
| 2024   | María Herrera    | 16      | 0    | 0       | 0     | 0       | 43     | 16e  |     |
| 2024   | Andrea Mantovani | 16      | 0    | 0       | 0     | 0       | 113    | 9e   |     |
| 2025   | María Herrera    | 2       | 0    | 0       | 0     | 0       | 21*    | 6e*  |     |
| 2025   | Andrea Mantovani | 2       | 0    | 1       | 0     | 1       | 29*    | 3e*  |     |

#### WorldWCR
| Saison | Pilotes          | Courses | Vic. | Podiums | Poles | M/Tours | Points | Pos. | C.C |
| ------ | ---------------- | ------- | ---- | ------- | ----- | ------- | ------ | ---- | --- |
| 2024   | María Herrera    | 12      | 6    | 9       | 3     | 1       | 215    | 2e   |     |
| 2025   | María Herrera    | 2       | 1    | 2       | 1     | 0       | 45*    | 2e*  |     |
| 2025   | Roberta Ponziani | 2       | 0    | 0       | 0     | 0       | 24*    | 4e*  |     |

| Pilote principal           |
| Replacement rider          |
| Wildcard rider             |
| Replacement/wildcard rider |

## References
1. ↑  « Kawasaki statement in full », crash.net, Crash Media Group,‎ 9 janvier 2009 (lire en ligne, consulté le 21 novembre 2011)
2. ↑  « Marco Melandri: I will race the Hayate », crash.net, Crash Media Group,‎ 12 mars 2009 (lire en ligne, consulté le 21 novembre 2011)
3. ↑  « Lorenzo takes dramatic victory at wet-dry Le Mans », motogp.com, Dorna Sports,‎ 17 mai 2009 (lire en ligne, consulté le 21 novembre 2011)
4. ↑  (de) Motorsport-Magazin.com, « Moto2 Großbritannien GP 2010 - Rennen - Ergebnis », sur Motorsport-Magazin.com (consulté le 27 mai 2025)
5. ↑  https://resources.motogp.com/files/results/2011/GBR/Moto2/RAC/Classification.pdf?v1_1099dae8
6. ↑  « Colin Edwards confirms he will leave Tech 3 team at end of the season », BBC Sport, BBC,‎ 2 septembre 2011 (lire en ligne, consulté le 2 septembre 2011)
7. ↑  Matthew Birt, « Colin Edwards to ride Suter/BMW in 2012 », Motor Cycle News, Bauer Media Group,‎ 20 octobre 2011 (lire en ligne, consulté le 20 octobre 2011)
8. ↑  « de Angelis to NGM Forward for Moto2 », crash.net, Crash Media Group,‎ 5 novembre 2011 (lire en ligne, consulté le 5 novembre 2011)
9. ↑  « Moto2: Takahashi goes Forward for 2012 », crash.net, Crash Media Group,‎ 18 novembre 2011 (lire en ligne, consulté le 21 novembre 2011)
10. ↑  « Résultats et classement MotoGP™ | 2025 », sur The Official Home of MotoGP (consulté le 27 mai 2025)
11. ↑  (de) « Aleix Espargaró: Vom Lückenbüßer zum MotoGP-Star! / MotoGP - SPEEDWEEK.com », sur www.speedweek.com, 17 mars 2014 (consulté le 27 mai 2025)
12. ↑  « Qatar MotoGP: Espargaro sticking with Yamaha frame », Crash.net, Crash Media Group,‎ 20 mars 2014 (lire en ligne, consulté le 22 septembre 2014)
13. ↑  « Forward Racing to use new MotoGP chassis at Mugello », Motomatters.com,‎ 22 mai 2014 (lire en ligne, consulté le 22 septembre 2014)
14. ↑  (de) Motorsport-Magazin.com, « MotoGP Aragon GP 2014 - Rennen - Ergebnis », sur Motorsport-Magazin.com (consulté le 27 mai 2025)
15. ↑  (es) « Clasificación del Mundial de MotoGP™ | 2025 », sur The Official Home of MotoGP, 27 mai 2025 (consulté le 27 mai 2025)
16. ↑  « Moto2: Forward announces new 'KLX' chassis project », Crash.net, Crash Media Group,‎ 13 février 2014 (lire en ligne, consulté le 12 novembre 2014)
17. ↑  « Le Mans Moto2: Forward announces official Kalex deal », Crash.net, Crash Media Group,‎ 15 mai 2014 (lire en ligne, consulté le 12 novembre 2014)
18. ↑  Matthew Birt, « Forward Racing abandons chassis project », Motor Cycle News, Bauer Consumer Media,‎ 15 janvier 2015 (lire en ligne, consulté le 22 janvier 2015)
19. ↑  Aaron Rowles, « Forward Racing release 2015 bikes », GPxtra.com,‎ 10 mars 2015 (lire en ligne, consulté le 16 août 2015)
20. ↑  David Emmett, « Stefan Bradl released by Forward, Aprilia signing imminent? », MotoMatters.com, David Emmett,‎ 31 juillet 2015 (lire en ligne, consulté le 16 août 2015)
21. ↑  David Emmett, « Forward Racing to return at Brno, but doubts beyond that », MotoMatters.com, David Emmett,‎ 6 août 2015 (lire en ligne, consulté le 16 août 2015)
22. ↑  https://www.autosport.com/motogp/news/motogp-entry-down-to-22-bikes-for-2016-as-forward-and-ab-leave-4997175/4997175/
23. ↑  (it) « Moto2: Baldassarri super, vince a Misano » [« Moto2: Baldassarri super, wins at Misano »], sur corrieredellosport.it, 11 septembre 2016 (consulté le 17 juillet 2024)
24. ↑  (it) « Forward Racing si presenta per il 2017: stessi piloti, obiettivi al top » [« Forward Racing Presents Itself For 2017: Same Drivers, Top Goals »], sur www.motosprint.it, 2 septembre 2017 (consulté le 17 juillet 2024)
25. ↑  « Classement mondial MotoGP™ | 2025 », sur The Official Home of MotoGP, 2025 (consulté le 27 mai 2025)
26. ↑  « World Championship Classification », sur motogp.com, 20 novembre 2020 (consulté le 17 juillet 2024)
27. ↑  (it) Riccardo Guglielmetti, « Moto2, Valencia: Manzi riporta in pole la MV Agusta dopo 44 anni » [« Moto2, Valencia: Manzi brings MV Agusta back to pole after 44 years »], sur GPone.com, 14 novembre 2020 (consulté le 17 juillet 2024)
28. ↑  (it) Diana Tamantini, « Moto2 Valencia: Il ritorno di Simone Corsi in pole, Celestino Vietti 2°! » [« Moto2 Valencia: Simone Corsi back on pole, Celestino Vietti 2nd! »], sur Corsedimoto, 13 novembre 2021 (consulté le 17 juillet 2024)
29. ↑  « World Championship Classification », sur motogp.com, 6 novembre 2022 (consulté le 17 juillet 2024)
30. ↑  (it) « Moto2, Cala il sipario per Simone Corsi: si ferma dopo 300 GP e 5 vittorie » [« Moto2, the curtain falls for Simone Corsi: he stops after 300 GPs and 5 victories »], 6 novembre 2022 (consulté le 17 juillet 2024)
31. ↑  (it) « Moto2, MV Agusta e team Forward si separano » [« Moto2, MV Agusta and Forward team part ways »], sur www.insella.it, 23 janvier 2023 (consulté le 17 juillet 2024)
32. ↑  « World Championship Classification », sur MotoGP, 26 novembre 2023 (consulté le 17 juillet 2024)
33. ↑  (it) Pietro Ardemagni, « Forward Racing debutta nel MotoE World Championship 2024 » [« Forward Racing debuts in the 2024 MotoE World Championship »], sur epaddock.it, 23 décembre 2023 (consulté le 17 juillet 2024)
34. 1 2  « Herrera readies for inaugural WorldWCR campaign: "We'll make history together!" », sur www.worldsbk.com, 3 juin 2024 (consulté le 17 juillet 2024)
35. ↑  (it) « Moto2 | Forward Racing mette sotto contratto fino al 2026 sia Álex Escrig che Xavi Artigas » [« Moto2 | Forward Racing signs both Álex Escrig and Xavi Artigas until 2026 »], sur P300.it Motorsport Media, 26 novembre 2023 (consulté le 17 juillet 2024)
36. ↑  (es) « El Forward Factory Racing da a conocer sus proyector 2024 en Moto2, MotoE y JuniorGP » [« The Forward Factory Racing unveils its 2024 projector in Moto2, MotoE and JuniorGP »], sur Super7Moto.com, 9 février 2024 (consulté le 24 juillet 2024)
37. ↑  (it) Rosary Triolo, « Moto2, Forward per il rilancio e debutta in MotoE » [« Moto2, Forward seeks relaunch and also debuts in MotoE »], sur sport.sky.it, 9 février 2024 (consulté le 17 juillet 2024)
38. ↑  « Final Corner Decider: Carrasco crowned Champion as Herrera crashes out at final corner, Sanchez wins », sur www.worldsbk.com, 20 octobre 2024 (consulté le 10 novembre 2024)
39. ↑  (es) « Roberta Ponziani ficha por el Forward Racing para el WorldWCR 2025 » [« Roberta Ponziani signs for Forward Racing for the 2025 WorldWCR »], sur super7moto, 10 novembre 2024 (consulté le 10 novembre 2024)
40. ↑  (de) « Forward: Auch 2025 mit eigener Moto2, Navarro fix / Moto2 - SPEEDWEEK.com », sur www.speedweek.com, 11 février 2025 (consulté le 27 mai 2025)
41. ↑  (de) Motorsport-Magazin.com, « MotoE Fahrer und Teams Saison 2025 | News, Infos, Statistiken & Porträts », sur Motorsport-Magazin.com (consulté le 27 mai 2025)
42. ↑  « Classement mondial MotoGP™ | 2009 », sur The Official Home of MotoGP, 2025 (consulté le 27 mai 2025)
43. ↑  « Classement mondial MotoGP™ | 2012 », sur The Official Home of MotoGP, 2025 (consulté le 27 mai 2025)
44. ↑  « Classement mondial MotoGP™ | 2024 », sur The Official Home of MotoGP, 2025 (consulté le 27 mai 2025)